# Редуктивная группа
Редуктивная группа — алгебраическая группа {\displaystyle G}, для которой унипотентный радикал её компоненты единицы {\displaystyle G^{0}} является тривиальным. Над незамкнутым полем редуктивность алгебраической группы определяется как редуктивность её над замыканием основного поля.
Линейно-редуктивная группа — группа, любое рациональное представление которой вполне приводимо. Любая линейно-редуктивная группа редуктивна. Над полем характеристики 0 верно и обратное, то есть эти свойства равносильны.
Редуктивные группы включают большинство важных групп, таких как полная линейная группа GL(n) обратимых матриц, специальная ортогональная группа SO(n), и симплектическая группа Sp(2n). Простые алгебраические группы и (более общие) полупростые алгебраические группы являются редуктивными.
Клод Шевалле показал, что классификация редуктивных групп одна и та же над любым алгебраически замкнутым полем. В частности, простые алгебраические группы классифицируются диаграммами Дынкина, как в теории компактных групп Ли или комплексных полупростых групп Ли. Редуктивные группы над произвольным полем классифицировать труднее, но для многих полей, таких как поле вещественных чисел R или числовое поле, классификация вполне понятна. Классификация простых конечных групп утверждает, что большинство конечных простых групп возникает как группа G(k) k-рациональных точек простой алгебраической группы G над конечным полем k или как вариант такого построения с небольшими отклонениями.
Редуктивные группы имеют богатую теорию представлений в различных контекстах. Во-первых, можно изучать представления редуктивной группой G над полем k как алгебраические группы, которые являются действиями группы G на k-векторном пространстве. Можно также изучать комплексные представления группы G(k), когда k является конечным полем, бесконечномерным унитарным представлением вещественной редуктивной группы или автоморфным представлением алгебраической группы аделей. Структурная теория редуктивных групп используется во всех этих областях.

## Определение
Линейная алгебраическая группа над полем k определяется как гладкая замкнутая схема подгруппы группы GL(n) над полем k для некоторого положительного целого n. Эквивалентно, линейная алгебраическая группа над k является гладкой аффинной групповой схемой над полем k.
Связная линейная алгебраическая группа G над алгебраически замкнутым полем называется полупростой, если любая гладкая связная разрешимая нормальная подгруппа группы G тривиальна. Более обще, связная линейная алгебраическая группа G над алгебраически замкнутым полем называется редуктивной, если любая гладкая связная унипотентная нормальная подгруппа группы G тривиальна. (Некоторые авторы не требуют связности для редуктивных групп.) Группа G над произвольным полем k называется полупростой или редуктивной, если схема, полученная расширением базы {\displaystyle G_{\overline {k}}}, полупроста или редуктивна, где {\displaystyle {\overline {k}}} является алгебраическим замыканием поля k. (Это эквивалентно определению редуктивных групп в предположении совершенства поля k.) Любой тор над полем k, такой как мультипликативная группа Gm, редуктивен.
Базовым примером нередуктивной линейной алгебраической группы служит аддитивная группа Ga над полем.
Линейная алгебраическая группа G над полем k называется простой (или k-простой), если она полупроста, нетривиальна и любая гладкая связная нормальная подгруппа группы G над полем k тривиальна или равна G. (Некоторые авторы называют это свойство «почти простая».) Это слегка отличается от терминологии абстрактных групп в том, что простая алгебраическая группа может иметь нетривиальный центр (хотя центр должен быть конечным). Например, для любого целого n, не меньшего 2 и любого поля k группа SL(n) над k проста и её центр является групповой схемой μn n-х корней из единицы.
Центральная изогения редуктивных групп является сюръективным гомоморфизмом с ядром в виде конечной центральной схемы подгруппы. Любая редуктивная группа над полем допускает центральную изогению из произведения тора и некоторых простых групп. Например, над любым полем k,
{\displaystyle GL(n)\cong (G_{m}\times SL(n))/\mu _{n}.}
Несколько выглядит неуклюже при определении редуктивной группы над полем ссылка на алгебраическое замыкание. Для совершенного поля k это можно опустить — линейная алгебраическая группа G над полем k редуктивна тогда и только тогда, когда любая гладкая связная унипотентная нормальная k-подгруппа группы G тривиальна. Для произвольного поля последнее свойство определяет псевдоредуктивную группу, которая несколько более общая.
Редуктивная группа G над полем k называется расщепимой, если она содержит расщепимый максимальный тор T над k (то есть расщепимый тор в G, смена базы которого на {\displaystyle {\overline {k}}} даёт максимальный тор в {\displaystyle G_{\overline {k}}}). Согласно Александру Гротендику это эквивалентно высказыванию, что T является расщепимым тором в группе G, где T — максимальный среди всех k-торов в G.

## Примеры
Фундаментальным примером редуктивной группы является полная линейная группа GL(n) обратимых n × n матриц на полем k для натурального числа n. В частности, мультипликативная группа Gm является группой GL(1), а тогда её группа Gm(k) k-рациональных точек является группой  k* ненулевых элементов группы k по умножению. Другой редуктивной группой является специальная линейная группа SL(n) над полем k, подгруппа матриц с определителем 1. Фактически, SL(n) является простой алгебраической группой при n, не меньших 2.
Важной простой группой является симплектическая группа Sp(2n) над полем k, подгруппа группы GL(2n), которая сохраняет невырожденную знакопеременную  билинейную форму на векторном пространстве k2n. Также ортогональная группа O(q) является подгруппой полной линейной группы, сохраняющей невырожденную квадратичную форму q на векторном пространстве над полем k. Алгебраическая группа O(q) имеет две связные компоненты, а её единичная компонента SO(q) редуктивна и, фактически, является простой для q с размерностью n, не меньшей 3. (Для поля k характеристики 2 и нечётного n групповая схема O(q), фактически, связна, но не гладка над k. Простую группу SO(q) можно всегда определить как максимальную гладкую связную подгруппу группы O(q) над полем k.) Если поле k алгебраически замкнуто, любые две (невырожденные) квадратичные формы одной и той же размерности изоморфны, а потому целесообразно называть эту группу SO(n). Для поля k общего вида различные квадратичные формы размерности n могут дать неизоморфные простые группы SO(q) над k, хотя все они имеют замену базы на алгебраическое замыкание {\displaystyle {\overline {k}}}.

## Другие описания редуктивных групп
Любая компактная связная группа Ли имеет комплексификацию, которая является комплексной редуктивной алгебраической группой. Фактически, данное построение даёт взаимно однозначное соответствие между компактными связными группами Ли и комплексными редуктивными группами (с точностью до изоморфизма). Для компактной группы Ли K с комплексификацией G включение из K в комплексную редуктивную группу G(C) является гомотопической эквивалентностью по отношению к классической топологии на G(C). Например, включение из унитарной группы U(n) в GL(n,C) является гомотопической эквивалентностью.
Для редуктивной группы G над полем с характеристикой ноль все представления группы G (как алгебраической группы) полностью приводимы, то есть они являются прямыми суммами неприводимых (reducible) представлений. Этот факт является источником названия «редуктивная» (reductive). Заметим, однако, что полная приводимость не выполняется для редуктивных групп с положительной характеристикой (помимо торов). Более детально: аффинная групповая схема G конечного типа над полем k называется линейно редуктивной, если её представления полностью редуктивны. Для поля k характеристики ноль группа G линейно редуктивна тогда и только тогда, когда единичная компонента Go группы G редуктивна. Для поля k с характеристикой p>0, однако, Масаёси Нагата показал, что группа G линейно редуктивна тогда и только тогда, когда группа Go мультипликативного типа и G/Go имеет порядок, взаимно простой с p.

## Корни
Классификация редуктивных алгебраических групп осуществляется в терминах ассоциированной системы корней, как в теориях комплексных полупростых алгебр Ли или компактных групп Ли.
Пусть G является расщепимой редуктивной группой над полем k и пусть T является расщепимым максимальным тором в G. Тогда T изоморфен  {\displaystyle (G_{m})^{n}} для некоторого n и n называется рангом группы G. Любое представление тора T (как алгебраической группы) является прямой суммой 1-мерных представлений. Вес для группы G означает класс изоморфизмов 1-мерных представлений тора T или, эквивалентно,  гомоморфизм {\displaystyle T\to G_{m}}. Веса образуют группу X(T) по тензорному произведению представлений, где X(T) изоморфна произведению n копий группы целых чисел Zn.
Присоединённое представление является действием группы G путём сопряжения на её алгебре Ли {\displaystyle {\mathfrak {g}}}. Корень группы G означает ненулевой вес, который появляется в действии тора {\displaystyle T\subset G} на {\displaystyle {\mathfrak {g}}}. Подпространство пространства {\displaystyle {\mathfrak {g}}}, соответствующее каждому корню, является одномерным, а подпространство пространства {\displaystyle {\mathfrak {g}}}, фиксированное тором T, является в точности алгеброй Ли {\displaystyle {\mathfrak {t}}} тора T. Поэтому алгебра Ли групп G распадается на {\displaystyle {\mathfrak {t}}} и одномерные подпространства, индексированные множеством Φ корней:
{\displaystyle {\mathfrak {g}}={\mathfrak {t}}\oplus \oplus _{\alpha \in \Phi }{\mathfrak {g}}_{\alpha }.}
Например, если G является группой GL(n), её алгебра Ли {\displaystyle {{\mathfrak {g}}l}(n)} является  векторным пространством всех {\displaystyle n\times n} матриц над полем k. Пусть T — подгруппа диагональных матриц в G. Тогда разложение на корневые пространства выражает {\displaystyle {{\mathfrak {g}}l}(n)} в виде прямой суммы диагональных матриц и 1-мерных подпространств, индексированных недиагональными позициями (i, j). Обозначая через L1,...,Ln стандартный базис весовой решётки {\displaystyle X(T)\cong \mathbf {Z} ^{n}}, корнями будут элементы {\displaystyle L_{i}-L_{j}} для всех {\displaystyle i\neq j} от 1 до n.
Корни полупростой группы образуют систему корней. Это комбинаторная структура, которую можно полностью классифицировать. Более обще, корни редуктивной группы образуют слегка отличный вариант корневых данных. Группа Вейля редуктивной группы G означает факторгруппу нормализатора максимального тора по тору {\displaystyle W=N_{G}(T)/T}. Группа Вейля, фактически, является конечной группой, генерируемой отражениями. Например, для группы GL(n) (или SL(n)), группой Вейля служит симметрическая группа Sn.
Существует конечное число подгрупп Бореля, содержащих данный максимальный тор, и они переставляются простотранзитивно группой Вейля (действуя сопряжением). Выбор подгруппы Бореля определяет множество положительных корней {\displaystyle \Phi ^{+}\subset \Phi } со свойством, что Φ является дизъюнктным объединением  Φ+ и −Φ+. Очевидно, что алгебра Ли подгруппы Бореля B является прямой суммой алгебры Ли группы T и пространств положительных корней:
{\displaystyle {\mathfrak {b}}={\mathfrak {t}}\oplus \oplus _{\alpha \in \Phi ^{+}}{\mathfrak {g}}_{\alpha }.}
Например, если B является подгруппой Бореля верхнетреугольных матриц в GL(n), то это является, очевидно, декомпозицией подпространства {\displaystyle {\mathfrak {b}}} верхнетреугольных матриц в {\displaystyle {{\mathfrak {g}}l}(n)}. Положительными корнями являются {\displaystyle L_{i}-L_{j}} для {\displaystyle 1\leqslant i<j\leqslant n}.
Простой корень означает положительный корень, который не является суммой двух каких-либо положительных корней. Обозначим через {\displaystyle \delta } множество всех простых корней. Число r простых корней, равное рангу подгруппы коммутаторов группы G, называется полупростым рангом группы G (который является простым рангом группы G, если G полупроста). Например, простыми корнями группы {\displaystyle GL(n)} (или {\displaystyle SL(n)}) являются {\displaystyle L_{i}-L_{i+1}} для {\displaystyle 1\leqslant i\leqslant n-1}.
Системы корней классифицируются соответствующими диаграммами Дынкина, являющимися конечными графами (в которых некоторые рёбра могут иметь направление или быть кратными). Множеством вершин диаграммы Дынкина является множество простых корней. Вкратце, диаграмма Дынкина описывает углы между простыми корнями и их относительные длины с учётом (группового инварианта Вейля) скалярного произведения на решётке весов. Связные диаграммы Дынкина (соответствующие простым группам) приведены ниже.
Для расщепимой редуктивной группы G над полем k важным пунктом является то, что корень определяет не просто 1-мерное подпространство алгебры Ли группы G, но также копию аддитивной группы Ga в G с данной алгеброй Ли, которая называется корневой подгруппой Uα. Корневая подгруппа является единственной копией аддитивной группы в G, которая нормализуется тором T, и которая имеет данную алгебру Ли. Полная группа G генерируется (как алгебраическая группа) тором T и подгруппами корней, в то время как подгруппа Бореля B генерируется тором T и подгруппами положительных корней. Фактически, расщепимая полупростая группа G генерируется одной лишь подгруппой корней.

## Параболические подгруппы
Для расщепимой редуктивной группы G над полем k гладкие связные подгруппы группы G, содержащие данную подгруппу Бореля B группы G, взаимно однозначно соответствуют подмножествам множества Δ простых корней (или эквивалентно, подмножеству множества вершин диаграммы Дынкина). Пусть r — порядок множества Δ, полупростой ранг группы G. Любая параболическая подгруппа группы G сопряжена подгруппе, содержащей B, посредством некоторого элемента G(k). Как результат, имеется в точности 2r классов сопряжённости параболических подгрупп в группе G над полем k. Ясно, что параболическая подгруппа, соответствующая данному подмножеству S множества Δ, является группой, генерируемой подгруппой B вместе с подгруппами корней {\displaystyle U_{-\alpha }} для α из S. Например, параболические подгруппы группы GL(n), содержащие подгруппу Бореля B, являются группами обратимых матриц с нулевыми элементами ниже данного набора квадратов вдоль диагонали, такие как:
{\displaystyle \left\{{\begin{bmatrix}*&*&*&*\\*&*&*&*\\0&0&*&*\\0&0&0&*\end{bmatrix}}\right\}}
По определению, параболическая подгруппа P редуктивной группы G над полем k является гладкой k-подгруппой, такой, что фактормногообразие G/P является собственным над k, или, эквивалентно, проективным над k. Тогда классификация параболических подгрупп равносильна классификации проективные однородные многообразия для G (с гладкой стационарной подгруппой, то есть никаких ограничений для поля k с нулевой характеристикой). Для GL(n), это многообразия флагов, параметризующая последовательность линейных подпространств данных размерностей a1,...,ai, содержащихся в фиксированном векторном пространстве V размерности n:
{\displaystyle 0\subset S_{a_{1}}\subset \cdots \subset S_{a_{i}}\subset V.}
Для ортогональной группы или симплектической группы проективные однородные многообразия имеют похожее описание как многообразия изотропных флагов с учётом данной квадратичной формы или симплектичной формы. Для любой редуктивной группы G с подгруппой Бореля B G/B называется многообразием флагов или флаговым многообразием группы G.

## Классификация расщепимых редуктивных групп

Связные диаграммы Дынкина

Шевалле показал в 1958, что редуктивные группы над любым алгебраически замкнутым полем классифицируются с точностью до изоморфизма корнями. В частности, полупростые подгруппы над алгебраически замкнутым полем классифицируются с точностью до центральной изогении их диаграммами Дынкина, а простые группы соответствуют связным диаграммам. То есть существуют простые группы типа An, Bn, Cn, Dn, E6, E7, E8, F4, G2. Этот результат, по существу, идентичен классификации компактных групп Ли или комплексных полупростых алгебр Ли Вильгельма Киллинга и Эли Жозефа Картана в 1880-х и 1890-х годах. В частности, размерности, центры и другие свойства простых алгебраических групп можно получить из списка простых групп Ли. Замечательно, что эта классификация редуктивных групп не зависит от характеристик. Для сравнения, существует много больше простых алгебр Ли с положительной характеристикой, чем с нулевой характеристикой.
Исключительные группы G типа G2 и E6 построил ранее, по меньшей мере в виде абстрактных групп G(k), Леонард Диксон. Например, группа G2 является группой автоморфизмов алгебры октонионов над полем k. В отличие от этого, группы Шевалле типов F4, E7, E8 над полем с положительной характеристикой были совершенно новыми.
Более обще, классификация расщепимых редуктивных групп одинакова над любым полем. Полупростая группа G над полем k называется односвязной, если любая центральная изогения из полупростой группы в группу G является изоморфизмом. (Для полупростой группы G над комплексными числами быть в этом смысле односвязным пространством эквивалентно группе G(C) быть односвязным пространством в классической топологии.) Классификация Шевалле показывает, что над любым полем k существует единственная простая односвязная расщепимая полупростая группа G с заданной диаграммой Дынкина, с простыми группами, соответствующими связным диаграммам. И наоборот, полупростая группа имеет сопряжённый тип, если её центр тривиален. Расщепимые простые группы над полем k с данной диаграммой Дынкина являются в точности группами G/A, где G — односвязная группа, а A — схема k-подгруппы центра группы G.
Например, односвязные расщепимые простые группы над полем k, соответствующие «классическим» диаграммам Дынкина, следующие:
- An: SL(n+1) над k;
- Bn: спинорная группа Spin(2n+1), ассоциированная с квадратичной формой размерности 2n+1 над k с индексом Витта n, например, форма

{\displaystyle q(x_{1},\ldots ,x_{2n+1})=x_{1}x_{2}+x_{3}x_{4}+\cdots +x_{2n-1}x_{2n}+x_{2n+1}^{2};}
- Cn: симплектическая группа Sp(2n) над k;
- Dn: расщепимая группа Spin(2n), ассоциированная с квадратичной формой размерности 2n над k с индексом Витта n, которая может быть записана как:

{\displaystyle q(x_{1},\ldots ,x_{2n})=x_{1}x_{2}+x_{3}x_{4}+\cdots +x_{2n-1}x_{2n}.}
Группа внешних автоморфизмов расщепимой редуктивной группы G над полем k изоморфна группе автоморфизмов корневых данных группы G. Более того, группа автоморфизмов группы G расщепляется как полупрямое произведение:
{\displaystyle \operatorname {Aut} (G)\cong \operatorname {Out} (G)\ltimes (G/Z)(k),}
где Z — центр группы G. Для расщепимой полупростой односвязной группы G над полем группа внешних автоморфизмов группы G имеет более простое описание — это группа автоморфизмов диаграмм Дынкина группы G.

## Схемы редуктивных групп
Групповая схема G над схемой S называется редуктивной, если морфизм {\displaystyle G\to S} является гладким и аффинным, а любой геометрический слой {\displaystyle G_{\overline {k}}} является редуктивным. (Для точки p из S соответствующий геометрический слой означает замену базы группы G на алгебраическое замыкание {\displaystyle {\overline {k}}} поля вычетов для p.) Расширяя труд Шевалле, Демазюр и Гротендик показали, что расщепимые схемы редуктивной группы над любой непустой схемой S классифицируются корневыми данными. Это утверждение включает существование групп Шевалле как групповых схем над Z и оно утверждает, что любая расщепимая редуктивная группа над схемой S изоморфна замене базы группы Шевалле с Z на S.

## Вещественные редуктивные группы
В контексте групп Ли, а не алгебраических групп, вещественная редуктивная группа — это группа Ли G, такая, что существует линейная алгебраическая группа L над R, единичная компонента которой (в топологии Зарисского) редуктивна, и  гомоморфизм {\displaystyle G\to L(\mathbf {R} )}, ядро которого конечно и образ которого открыт в L(R) (в классической топологии). Обычно предполагается, что образ присоединённого представления Ad(G) содержится в {\displaystyle \mathrm {Int} (g_{\mathbf {C} })=\mathrm {Ad} (L^{0}(\mathbf {C} ))} (что выполняется автоматически для связной группы G).
В частности, любая связная полупростая группа Ли (что означает, что её алгебра Ли полупроста) редуктивна. Также группа Ли R редуктивна в этом смысле, поскольку её можно рассматривать как единичную компоненту группы GL(1,R) ≅ R*. Задача классификации вещественных редуктивных групп сильно сокращается для классификации простых групп Ли. Они классифицируются по их диаграммам Сатакэ. Можно также просто ссылаться на список простых групп Ли (с точностью до конечных покрытий).
Полезные теории допустимых представлений и унитарных представлений разрабатывались в общих чертах для вещественных редуктивных групп. Основное отличие между этим определением и определением редуктивной алгебраической группы в том, что алгебраическая группа G над R может быть связной как алгебраическая группа, но не связной как группа Ли G(R), и аналогично для односвязных групп.
Например, проективная группа PGL(2) является связной как алгебраическая группа над любым полем, но её группа вещественных точек PGL(2,R) имеет две связные компоненты. Единичная компонента группы PGL(2,R) (иногда называемая PSL(2,R)) является вещественной редуктивной группой, которую нельзя рассматривать как алгебраическую группу. Аналогично, SL(2) является односвязной как алгебраическая группа над любым полем, но группа Ли SL(2,R) имеет фундаментальную группу, изоморфную группе целых чисел Z, а потому SL(2,R) имеет нетривиальные накрывающие пространства. По определению, все конечные накрытия группы SL(2,R) (такие как метаплектическая группа) являются вещественными редуктивными группами. С другой стороны, универсальное накрытие группы SL(2,R) не является редуктивной группой, даже хотя её алгебра является редуктивной, то есть произведением полупростой алгебры Ли и абелевой алгебры Ли.
Для связной вещественной редуктивной группы G фактормногообразие G/K группы G по максимальной компактной подгруппе K является симметрическим пространством некомпактного типа. Фактически, любое симметрическое пространство некомпактного типа получается таким образом. Они являются центральными примерами в римановой геометрии многообразий с неположительной секционной кривизной. Например, SL(2,R)/SO(2) является  гиперболической плоскостью, а SL(2,C)/SU(2) является гиперболическим 3-мерным пространством.
Для редуктивной группы G над полем k, являющимся полным по отношению к дискретному нормированию (таким как p-адические числа Qp), аффинное строение X группы G играет роль симметрического пространства. А именно, X является симплициальным комплексом с действием G(k), и G(k) сохраняет метрику CAT(0) на X, аналог метрики с неположительноё кривизной. Размерность аффинных строений равна k-рангу группы G. Например, строение группы SL(2,Qp) является деревом.

## Представления редуктивных групп
Для расщепимой редуктивной группы G над полем k неприводимые представления группы G (как алгебраической группы) параметризуются главными весами, которые определяются как пересечение весовой решётки {\displaystyle X(T)\cong \mathbf {Z} ^{n}} с выпуклым конусом (камерой Вейля) в Rn. В частности, эта параметризация не зависит от характеристики поля k. Более детально, если зафиксировать расщепимый максимальный тор и подгруппу Бореля, {\displaystyle T\subset B\subset G}, то B является полупрямым произведением тора T с гладкой связной унипотентной подгруппой U. Определим вектор наибольших весов в представлении V группы G над полем k как ненулевой вектор v, такой, что B отображает прямую, порождённую вектором v в себя. Тогда B действует на эту прямую посредством её факторгруппы T посредством некоторого элемента {\displaystyle \lambda } весовой решётки X(T). Шевалле показал, что любое неприводимое представление группы G имеет единственный вектор наибольших весов с точностью до скаляра. Соответствующий «наибольший вес» {\displaystyle \lambda } является доминантным, а любой главный вес {\displaystyle \lambda } является наибольшим весом единственного неприводимого представления {\displaystyle L(\lambda )} группы  G с точностью до изоморфизма .
Остаётся задача описания неприводимого представления с данным наибольшим весом. Для поля k с нулевой характеристикой существуют вполне полные ответы. Для главного веса {\displaystyle \lambda } определим модуль Шура {\displaystyle \nabla (\lambda )} как k-векторное пространство сечений G-эквивариантного одномерного расслоения на флаговом многообразии G/B, ассоциированном с {\displaystyle \lambda }. Модуль является представлением группы G. Для поля k с нулевой характеристикой теоерма Бореля — Вейля утверждает, что неприводимое представление {\displaystyle L(\lambda )} изоморфно модулю Шура {\displaystyle \nabla (\lambda )}. Более того, формула Вейля для характеров даёт характер (и, в частности, размерность) этого представления.
Для расщепимой редуктивной группы G над полем k с положительной характеристикой, ситуация много более тонкая, поскольку представления группы G типично не являются прямой суммой неприводимых. Для главного веса {\displaystyle \lambda } неприводимое представление {\displaystyle L(\lambda )} является единственным простым подмодулем (цоколем) модуля Шура {\displaystyle \nabla (\lambda )}, но не обязательно равным модулю Шура. Согласно Джорджу Кемпфу размерность и характер модуля Шура задаются характером Вейля (как в случае нулевой характеристики). Размерность и характеры неприводимых представлений {\displaystyle L(\lambda )} в общем случае неизвестны, хотя большое количество теоретических разработок сделано для анализа этих представлений. Важным результатом, полученным Хеннингом Андерсеном, Дженсом Джентценом  и Вольфгангом Соргелем (доказывая гипотезу Люстига), является то, что размерность и характер {\displaystyle L(\lambda )} известны, если характеристики p поля k много больше числа Коксетера группы G. Их формула для характера для большого p опирается на многочленах Каждана — Лустига, которые комбинаторно сложны. Саймон Рич и Джорди Уильямсон высказали гипотезу о неприводимых характерах редуктивной группы для любого простого p в терминах p-многочленов Каждана — Лустига, которые даже более сложны, но, по крайней мере, вычислимы.

## Нерасщепимые редуктивные группы
Как описано выше, классификация расщепимых редуктивных групп одинакова над любым полем. Для контраста, классификация произвольных редуктивных групп может иметь разную трудность, зависящую от базового поля. Некоторые примеры среди классических групп
- Любая невырожденная квадратичная форма q над полем k определяет редуктивную группу G = SO(q). Здесь G является простой, если q имеет размерности n не меньше 3, поскольку {\displaystyle G_{\overline {k}}} изоморфна SO(n) над алгебраическим замыканием {\displaystyle {\overline {k}}}. k-Ранг группы G равен индексу Витта формы q (максимальная размерность изотропного подпространства над k)[25]. Таким образом, простая группа G является расщепимой над k тогда и только тогда, когда q имеет максимально возможный индекс Витта, {\displaystyle \lfloor n/2\rfloor }.
- Любая центральная простая алгебра[англ.] A над k определяет редуктивную группу G = SL(1,A), ядро редуцированных норм[англ.] на группе единиц A* (как алгебраической группе над k). Степень алгебры A означает квадратный корень из размерности A как k-векторного пространства. Здесь G является простой, если A имеет степень n по меньшей мере 2, поскольку {\displaystyle G_{\overline {k}}} изоморфна SL(n) над {\displaystyle {\overline {k}}}. Если A имеет индекс r (что означает, что A изоморфна матричной алгебре {\displaystyle M_{n/r}(D)} для алгебры с делением D степени r над k), то k-ранг группы G равен (n/r) – 1[26]. Таким образом, простая группа G расщепима над k тогда и только тогда, когда A является матричной алгеброй над k.

В результате задача классификации редуктивных групп над полем k включает задачи классификации всех квадратичных форм над k или всех центральных простых алгебр над k. Эти задачи просты для алгебраически замкнутого поля k и понятны для некоторых других полей, таких как числовые поля, но для произвольных полей есть много открытых вопросов.
Редуктивная группа над полем k называется изотропной, если она имеет k-ранг, больший 0 (то есть, если она содержит нетривиальный расщепимый тор), в противном случае она называется анизотропной. Для полупростой группы G над полем k следующие условия эквивалентны:
- G изотропна (то есть G содержит копию мультипликативной группы Gm над k);
- G содержит параболическую подгруппу над k, не равную G;
- G содержит копию аддитивной группы Ga над k.

Когда поле k совершенно, это эквивалентно утверждению, что G(k) содержит унипотентный элемент, отличный от 1.
Для связной линейной алгебраической группы G над локальным полем k нулевой характеристики (таким как вещественные числа), группа G(k) компактна в классической топологии (основанной на топологии поля k) тогда и только тогда, когда G является редуктивной и анизотропной. Пример: ортогональная группа SO(p,q) над R имеет ранг min(p,q), а она тогда анизотропна тогда и только тогда, когда p или q равны нулю .
Редуктивная группа G над полем k называется квазирасщепимой, если она содержит подгруппу Бореля над k. Расщепимая редуктивная группа является квазирасщепимой. Если G квазирасщепима над k, то любые две подгруппы Бореля группы G сопряжены некоторым элементом группы G(k). Пример: ортогональная группа SO(p,q) над R является расщепимой тогда и только тогда, когда {\displaystyle |p-q|\leqslant 1}, и квазирасщепимой тогда и только тогда, когда  {\displaystyle |p-q|\leqslant 2}.

## Структура полупростых групп как абстрактных групп
Для односвязной расщепимой полупростой группы G над полем k, Роберт Стайнберг дал явное задание абстрактной группы G(k). Группа генерируется копией аддитивной группы поля k, индексированной корнями группы G (подгруппой корней) со связями, определяемыми диаграммой Дынкина группы G.
Для односвязной расщепимой полупростой группы G над совершенным полем k Стайнберг определяет также группу автоморфизмов абстрактной группы G(k). Любой автоморфизм является произведением внутреннего автоморфизма, диагонального автоморфизма (означающего сопряжение по подходящей {\displaystyle {\overline {k}}}-точке максимального тора),  автоморфизма графа (соответствующего автоморфизму диаграммы Дынкина) и автоморфизма поля (происходящего из автоморфизма поля k).
Для k-простой алгебраической группы G теорема простоты Титса утверждает, что абстрактная группа G(k) близка к простой группе, при мягких условиях. А именно, предположим, что группа G является изотропной над полем k, и предположим, что поле k имеет по меньшей мере 4 элемента. Пусть {\displaystyle G(k)^{+}} является подгруппой абстрактной группы G(k), генерируемой k-точками копий аддитивной группы Ga над k, содержащейся в G. (При допущении, что группа G изотропна k, группа {\displaystyle G(k)^{+}} нетривиальна и даже плотна по Зарисскому на G, если k бесконечно.) Тогда факторгруппа группы {\displaystyle G(k)^{+}} по её центру проста (как абстрактная группа). Доказательство использует устройство пар (B, N) Жака Титса.
Исключения для полей порядка 2 или 3 хорошо проработаны. Для k = F2 теорема простоты Титса остаётся верной, за исключением случаев, когда G является расщепимой группой типа A1, B2 или G2 или нерасщепимой (то есть унитарной) типа A2. Для k = F3 теорема верна, за исключением случая, когда G имеет тип A1.
Для k-простой группы G, чтобы понять всю группу G(k), можно рассмотреть группу Уайтхеда {\displaystyle W(k,G)=G(k)/G(k)^{+}}. Для односвязной и квазирасщепимой группы G, группа Уайтхеда является тривиальной, а полная группа G(k) является простым модулем его центра . Более обще, гипотеза Кнезера — Титса спрашивает, для каких изотропных k-простых групп группа Уайтхеда является тривиальной. Во всех известных примерах W(k,G) абелева.
Для анизотропной k-простой группы G, абстрактная группа G(k) может быть далека от простой. Например, пусть D является алгеброй с делением с центром в виде p-адичного поля k. Предположим, что размерность группы D над k конечна и больше 1. Тогда G = SL(1,D) является анизотропной k-простой группой. Как было упомянуто выше, G(k) является компактной в классической топологии. Поскольку она также является вполне несвязным пространством, G(k) является проконечной группой (но не конечной). Как результат, G(k) содержит бесконечно много нормальных подгрупп с конечным индексом.

## Решётки и арифметические группы
Пусть G будет линейной алгебраической группой над рациональными числами Q. Тогда G может быть расширена до аффинной групповой схемы G над Z и это определяет абстрактную группу G(Z). Арифметическая группа означает любую подгруппу группы G(Q), которая соизмерима с G(Z). (Арифметичность подгруппы G(Q) независима от выбора Z-структуры.) Например, SL(n,Z) является арифметичной подгруппой группы SL(n,Q).
Для группы Ли G, решётка в G означает дискретную подгруппу Γ группы G, такую, что многообразие G/Γ имеет конечный объём (с учётом G-инвариантной меры). Например, дискретная подгруппа Γ является решёткой, если G/Γ компактна. Теорема Маргулиса об арифметизации утверждает, в частности, что для простой группы Ли G вещественного ранга по меньшей мере равного 2, любая решётка в G является арифметической группой.

## Действие Галуа на диаграммах Дынкина
В поиске классификации редуктивных групп, которые не обязательно расщепимы, одним шагом является индекс Титса, который сокращает проблему до случая анизотропных групп. Это сведение обобщает некоторые фундаментальные теоремы в алгебре. Например, теорема разложения Витта утверждает, что невырожденная квадратичная форма над полем определена с точностью до изоморфизма её индексом Витта вместе с анизотропным ядром. Аналогично, теорема Артина — Веддербёрна сокращает классификацию центральных простых алгебр над полем до случая алгебр с делением. Обобщая эти результаты, Титс показал, что редуктивная группа над полем k определена с точностью до изоморфизма её индексом Титса вместе с её анизотропным ядром, ассоциированной анизотропной полупростой k-группой.
Для редуктивной группы G над полем k абсолютная группа Галуа Gal(ks/k) действует (непрерывно) на «абсолютной» диаграмме Дынкина группы G, то есть диаграмме Дынкина группы G над сепарабельным замыканием ks (которая является диаграммой Дынкина группы G над алгебраическим замыканием
{\displaystyle {\overline {k}}}). Индекс Титса группы G состоит из корневых данных группы Gks, действий Галуа на диаграмме Дынкина и подмножества инвариантов Галуа вершин диаграммы Дынкина. Традиционно, индекс Титса отражается кружком вокруг орбит Галуа в данном подмножестве.
Имеется полная классификация квазирасщепимых групп в этих терминах. А именно, для каждого действия абсолютной группы Галуа поля k на диаграмму Дынкина имеется единственная односвязная полупростая квазирасщепимая группа H над полем k с заданным действием. (Для квазирасщепимой группы любая орбита Галуа в диаграмме Дынкина помечена кружком.) Более того, любая другая односвязная полупростая группа G над k с данным действием является внутренней формой квазиразделимой группы H, что означает, что группа G ассоциирована с элементом множества когомологии Галуа H1(k,H/Z), где Z — центр группы H. Другими словами, G является кручением группы H, ассоциированным с некоторым H/Z-торсором над k, как описано в следующем разделе.
Пример: Пусть q — невырожденная квадратичная форма чётной размерности 2n над полем k с характеристикой, не равной 2, где {\displaystyle n\geqslant 5} (эти ограничения можно опустить). Пусть G — простая группа SO(q) над k. Абсолютная диаграмма Дынкина группы G — это группа типа Dn, такая, что группа автоморфизмов имеет порядок 2 и она переключает два «ветки» диаграммы Dn. Действие абсолютной группы Галуа поля k на диаграмму Дынкина тривиально тогда и только тогда, когда дискриминант (со знаком) d формы q в поле k*/(k*)2 тривиален. Если d нетривиален, то он кодируется в действии Галуа на диаграмме Дынкина: подгруппа с индексом 2 группы Галуа, которая действует как тождество, есть группа {\displaystyle \operatorname {Gal} (k_{s}/k({\sqrt {d}}))\subset \operatorname {Gal} (k_{s}/k)}. Группа G расщепима тогда и только тогда, когда q имеет максимально возможный индекс Витта n, а G является квазирасщепимой тогда и только тогда, когда q имеет индекс Витта по меньшей мере n − 1.

## Торсоры и принцип Хассе
Торсор для аффинной групповой схемы G над полем k означает аффинную схему X над k с действием группы G, таким, что {\displaystyle X_{\overline {k}}} изоморфно группе {\displaystyle G_{\overline {k}}} с действием группы {\displaystyle G_{\overline {k}}} на себя левым переносом. Торсор можно также рассматривать как главное G-расслоение над k с учётом fppf топологии на k, или этальной топологии, если группа G является гладкой над k. Множество с отмеченной точкой изоморфизма классов G-торсоров над полем k называется H1(k,G) на языке когомологии Галуа.
Торсоры возникают, когда пытаются классифицировть формы данного алгебраического объекта Y над полем k, что означает объекты X над k, которые становятся изоморфными Y над алгебраическим замыканием поля k. А именно, такие формы (с точностью до изоморфизма) находятся во взаимно однозначном соответствии с множеством H1(k,Aut(Y)). Например, (невырожденные) квадратичные формы размерности n над k классифицируются посредством H1(k,O(n)), и центральные простые алгебры степени n над k классифицируются посредством H1(k,PGL(n)). Также k-формы данной алгебраической группы G (иногда называемые «кручением» группы G) классифицируются посредством H1(k,Aut(G)). Эти проблемы побуждают к систематическому изучению G-торсоров, особенно для редуктивных групп G.
Когда возможно, пытаются классифицировать G-торсоры с помощью когомологических инвариантов, которые являются инвариантами, принимающими значения в когомологии Галуа с абелевыми группами коэффициентов M, Ha(k,M). В этом направлении Стайнберг доказал «Гипотезу I Серра»: для связной линейной алгебраической группы G над совершенным полем когомологической размерности не превосходящей 1, H1(k,G) = 1 (cлучай конечного поля был известен ранее как теорема Ленга). Из этого следует, например, что любая редуктивная группа над конечных полем квазирасщепима.
Гипотеза Серра II предсказывает, что для односвязной полупростой группы G над полем с когомологической размерностью, не превосходящей 2 H1(k,G) = 1. Гипотеза известна для чисто мнимого числового поля (которое имеет когомологическую размерность 2). Более обще, для любого числового поля k Мартин Кнезер, Гюнтер Хардер и Владимир Черноусов (1989) доказали принцип Хассе — для односвязной полупростой группы G над полем k отображение
{\displaystyle H^{1}(k,G)\to \prod _{v}H^{1}(k_{v},G)}
биективно. Здесь v пробегает по всем местам поля k, а kv является соответствующим локальным полем (возможно,  R или C). Более того, множество с отмеченной точкой {\displaystyle H^{1}(k_{v},G)} является тривиальным для любого неархимедова локального поля kv, а потому только вещественные места поля k имеют значение. Аналогичный результат глобального поля k положительной характеристики доказал ранее Хардер (1975) — для любой односвязной полупростой группы G над полем k, {\displaystyle H^{1}(k,G)} тривиально (поскольку k не имеет вещественных мест)  .
В слегка другом случае присоединённого представления группы G над числовым полем k принцип Хассе верен в более слабой форме: естественное отображение 
{\displaystyle H^{1}(k,G)\to \prod _{v}H^{1}(k_{v},G)}
инъективно. Для G = PGL(n) это эквивалентно теореме Альберта — Брауэра — Хассе — Нётер, утверждающей, что центральная простая алгебра над числовым полем определяется локальными инвариантами.
Основанная на принципе Хассе классификация полупростых групп над числовым полем хорошо проработана. Например, имеется в точности три Q-формы исключительной группы E8, соответствующих трём вещественным формам группы E8.